# Marcin z Jędrzejowa
Marcin z Jędrzejowa, Marcin Andreopolita – czynny w połowie XVI w. w Krakowie muzyk, organista kościelny i nadworny, organmistrz.
Najpewniej to on (zbieżność imienia) był organistą w kościele Mariackim w Krakowie już w latach 1540–1545 (otrzymywał kwartalnie pensję w wysokości 5 florenów), dowodnie natomiast na pewno w latach 1549–1556 (jego roczne wynagrodzenie z tego tytułu wynosiło 20 florenów, z czego 8 przeznaczone było na opłacenie lokum). Będąc organistą farnym, otrzymał równolegle angaż (począwszy od 1552) na analogiczne stanowisko na dworze królewskim Zygmunta II Augusta. W 1555 król polecił mu pomóc przy budowie organów w kościele św. Klemensa w Wieliczce, których powstanie się przeciągało. Co najmniej do 1571 zajmował mieszkanie w domu zwanym „Turcia”, związanym z krakowską farą. Prawdopodobnie to on był adresatem fraszki Jana Kochanowskiego Do Marcina.